# 马斯利亚尼科
马斯利亚尼科（義大利語：Maslianico），是意大利科莫省的一个市镇。总面积1.3平方公里，人口3372人，人口密度2593.8人/平方公里（2009年）。ISTAT代码为013144。